# Iyo (Ehime)
Iyo (伊予市 -shi) é uma cidade japonesa localizada na província de Ehime.
Em 2003 a cidade tinha uma população estimada em 30 524 habitantes e uma densidade populacional de 536,64 h/km². Tem uma área total de 56,88 km².
Recebeu o estatuto de cidade a 1 de Janeiro de 1955.